# Scincella apraefrontalis
Scincella apraefrontalis là một loài thằn lằn trong họ Scincidae. Loài này được Nguyen, Böhme & Ziegler mô tả khoa học đầu tiên năm 2010.